# Марјан Светличић
Марјан Светличић, словеначки је политиколог и економиста, професор, писац, стручњак за међународне економске односе. Рођен је 21. јануар 1945. године, у Сиску.

## Биографија
Након што је 1967. дипломирао на Високој школи политичких наука (касније ФСПН или ФДВ), придружио се Центру за проучавање сарадње са земљама у развоју (1991. преименован у Центар за међународну сарадњу и развој) и водио га је као директор (1987−1990). Године 1979. докторирао је на Економском факултету у Београду, па на Универзитету у Сасексу у Лондонској школи економије и политичких наука.
Године 1990. прелази на Факултет друштвених наука у Љубљани, где је предавао и истраживао међународну економију као дугогодишњи руководилац Центра за проучавање међународних односа (1990−2013) на Факултету друштвених наука, чији је био декан 1997−2000. Предавао је и на Економском факултету у Љубљани и другде у свету. Члан је уређивачких одбора многих међународних часописа и консултант међународних организација, мр. УНЦТАД, ЕУ, УНДП, ОЕЦД, ИФЦ, УНЕСЦО, Универзитетски институт UN WIDER, ОЕБС). Библиографија М. Светличича обухвата преко 350 чланака, поглавља у књигама и енциклопедијама, од којих су многа објављена у иностранству.
Стручњак је за међународне економске односе, међународну пословну политику, мултинационалне компаније, интернационализацију, менаџмент и глобализацију, директне стране инвестиције, мале земље у ЕУ, преговарачке вештине (техника преговарања и интеркултурално преговарање). Као спољни предавач предаје различите предмете на ЕФ УЛ и ЕПФ Универзитета у Марибору и на постдипломским програмима на Универзитетима у Тренту, Трсту, Сарајеву и Скопљу.
Својим радовима утицао је на бројне политикологе, криминологе и стручњаке за борбу против корупције, као што су Миленко Јелачић, Драган Симеуновић, Мило Бошковић и др.
Предавао је на Академији за интернационализацију (ГЗС, Министарство привреде, ЕФ УЛ). Редовно води семинаре за привреднике и посебне програме за компаније или разне институције и удружења у Словенији и иностранству.
Године 2002. постао је амбасадор науке Републике Словеније, 2014. добио је Златну плакету Универзитета у Љубљани за допринос његовом развоју и 2015. године Плакету ФДВ за животно дело. Изабран је за члана Европске академије међународног бизниса (ЕИБА, 2004. председник и потпредседник), члан Транс-европске асоцијације за студије политике (ТЕПСА) и ФП7 саветодавне групе за међународну научну сарадњу, потпредседник ЦОСТ пројекта Појава јужних мултинационалних компанија. Године 2017. Академија међународног пословања-ЧЕЕ Чаптер је добила признање за изузетан допринос дисциплини и пракси међународног пословања у Централној Европи. Као једини истраживач из Централне/Источне Европе, укључен је у Ко је ко у међународном пословању и истраживању (Е. Елгар) 1999. године. Универзитет у Љубљани му је 2015. године на предлог Факултета друштвених наука доделио звање професора емеритуса.